# Sh2-249
Sh2-249 è una nebulosa a emissione visibile nella costellazione dei Gemelli.
Si trova nella parte occidentale della costellazione, in direzione della brillante stella μ Geminorum, la cui luce ne disturba l'osservazione; appare immersa in un ricco campo stellare. La sua declinazione non è particolarmente settentrionale e ciò fa sì che essa possa essere osservata agevolmente da entrambi gli emisferi celesti, sebbene gli osservatori dell'emisfero boreale siano leggermente più avvantaggiati; il periodo in cui la sua osservazione è ottimale nel cielo serale è compreso fra i mesi di novembre e marzo.
Sh2-249 è un'estesa regione H II a forma di fiamma posta in direzione della stella μ Geminorum, sebbene quest'ultima sia una stella molto in primo piano e appaia dinanzi alla nube solo per un effetto prospettico; la nube si troverebbe infatti sul Braccio di Perseo e potrebbe essere legata al complesso nebuloso molecolare di Gemini OB1, situato a una distanza di circa 1500-2000 parsec. La fonte di ionizzazione responsabile dell'illuminazione della nube proverrebbe dal vento stellare di tre stelle massicce di classe spettrale B, catalogate come HD 43753, HD 43818 e HD 255091, a cui si aggiungerebbe secondo altri studi la stella blu di classe O HD 255055, un membro del vicino ammasso aperto Cr 89. A seconda della determinazione delle stelle ionizzatrici, si ottengono diverse distanze: nello studio in cui è stata inclusa HD 255055 il valore di distanza diventa di soli 800 pc, mentre in quelli che hanno teso a escluderla questo valore si sposta a circa 1250 pc o 1600 pc; in particolare questi ultimi collocano Sh2-249 nella regione di Gem OB1, in associazione alla regione H II catalogata come BFS51, ad alcune nebulose a riflessione, fra cui spicca vdB 75, e a delle nebulose oscure, catalogate come LDN 1564, LDN 1567 3 LDN 1568. Altri ancora aggiungono a queste nebulose associate pure LBN 845 e IC 444.